# Post hoc
A post hoc ergo propter hoc (latinul „utána, tehát miatta”) vagy röviden post hoc olyan logikai/következtetési hiba, amelyben az érvelő feltételezi, hogy ha az egyik esemény a másik után következik be, akkor közöttük feltétlenül ok-okozati összefüggés van. Ha az események párhuzamosan történtek, Cum hocról beszélhetünk.

## Formája
B A után történt
Tehát, A okozta B-t.

## Példák
Nem tudom, mit csináltál vele, de akkor kezdtek bajok lenni az autómmal, miután kölcsönadtam neked.

## Lásd még
- Vita
- Logika
- Érvelési hiba